# Az HMS Ark Royal (91) elsüllyesztése
A Brit Királyi Haditengerészet HMS Ark Royal (Királyi Bárka) repülőgép-hordozóját az U–81 német tengeralattjáró süllyesztette el a második világháborúban, a Földközi-tengeren 1941. november 13-án. Megsemmisítése jelentős német sikernek minősíthető, mert az egyik legkorszerűbb repülőgép-hordozónak számított.

## Az akció
1941. november 13-án a brit hadihajó a Perpetual hadműveletből volt úton Gibraltár felé, amelyet három nappal korábban hagyott el az HMS Argus könnyű repülőgép-hordozó társaságában, hogy 37 Hawker Hurricane vadászrepülőt szállítsanak Máltára. Kíséretükben volt az HMS Malaya csatahajó, az HMS Hermione könnyűcirkáló és hét romboló. Miután a repülőket elindította a szigetre, a flotta visszafordult.
Ugyanebben az időben a Friedrich Guggenberger által irányított U–81 Brestből La Speziába tartott. Miután észrevette a brit egységet, sikerült észrevétlenül megközelítenie, majd 16.37-kor négy torpedót lőtt ki az HMS Malaya csatahajóra. Hat perc és hat másodperc, illetve hét perc és 43 másodperc múlva két detonációt hallott a német legénység. Valójában csak az egyik torpedó talált, amely középtájon csapódott az HMS Ark Royal repülőgép-hordozóba.
A hordozó gyorsan, 18 csomóval haladt, így a jóval könnyebb felépítésű amerikai és japán hordozókhoz képest igen erős szerkezetű HMS Ark Royal-ban a torpedó súlyos károkat okozott. A hajótesten egy nagyjából 40 méter hosszú, kilenc méter széles lék nyílt a jobb oldalon. A beömlő víz elárasztotta a jobb oldali gépházat, tönkretette a belső kommunikációs rendszereket, és a hajó tíz fokkal megdőlt. Loben Maund kapitány azonnal megpróbálta megállítani a hajót, de a gépházzal kapcsolatot tartó berendezések nem működtek; a híd teljesen elszigetelődött az HMS Ark Royal más részeitől.
A kapitány végül elhagyta a hidat, hogy személyesen adja ki a szükséges parancsokat. A jobb oldali gépek már nem működtek, de a bal oldali, illetve a középső gépház rendben volt. Maund utasítást adott a bal oldali rekeszek elárasztására és az üzemanyag átpumpálására a sérült oldali tartályokból az ép oldalra, hogy kiegyensúlyozza a dőlést. A gépház irányítóhelyisége és a repülőfedélzet között élő kommunikációs láncot alkottak matrózokból, amely a telefonvonalak helyreállításig adta-vette az utasításokat.
A hajó sérülései nem tették lehetővé, hogy a fedélzetén lévő gépek felszálljanak. Mindeközben a kísérő rombolók a sérült hordozó körül keringtek, és mélységi bombákat szórtak a vízbe.
A sérült hajót az HMS Thames és az HMS St. Day vette vontatókötélre, de nem jutottak el a kikötőbe, mert az anyahajó másnap 8.15-kor, 45 kilométerre Gibraltártól elsüllyedt. A csaknem másfél ezer tengerészt evakuálták. Egy tengerész, E. Mitchell meghalt, és a hajó repülőinek többsége is odaveszett.
A hajó elvesztésének legfőbb oka nem a torpedó okozta sérülések súlyosságában keresendő, hanem abban, hogy a torpedótalálat teljesen üzemképtelenné tette a hajtóműveket, a hordozó pedig több nagy brit hadihajóval ellentétben egyáltalán nem rendelkezett tartalék dízel generátorokkal ilyen esetekre. Így egyszerűen nem volt energia a kárelhárításhoz, mint például a nagy teljesítményű szivattyúk müködtetéséhez.

## Képgaléria

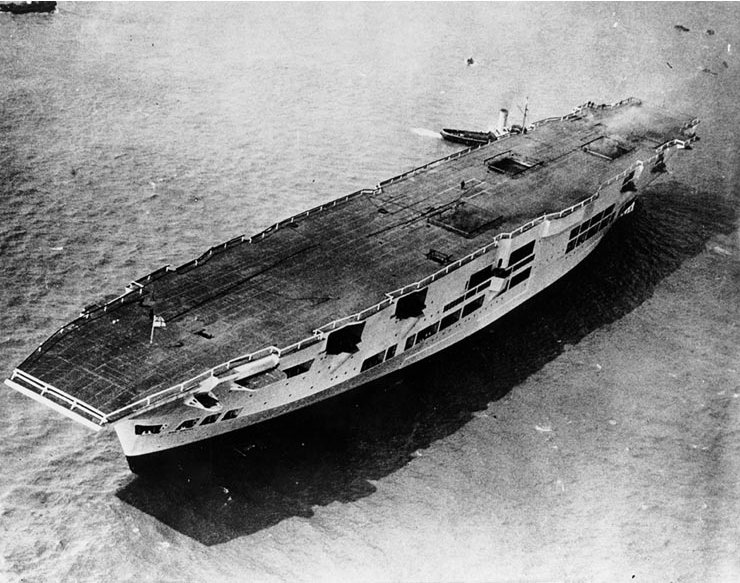
Az HMS Ark Royal vízre bocsátását követőan.
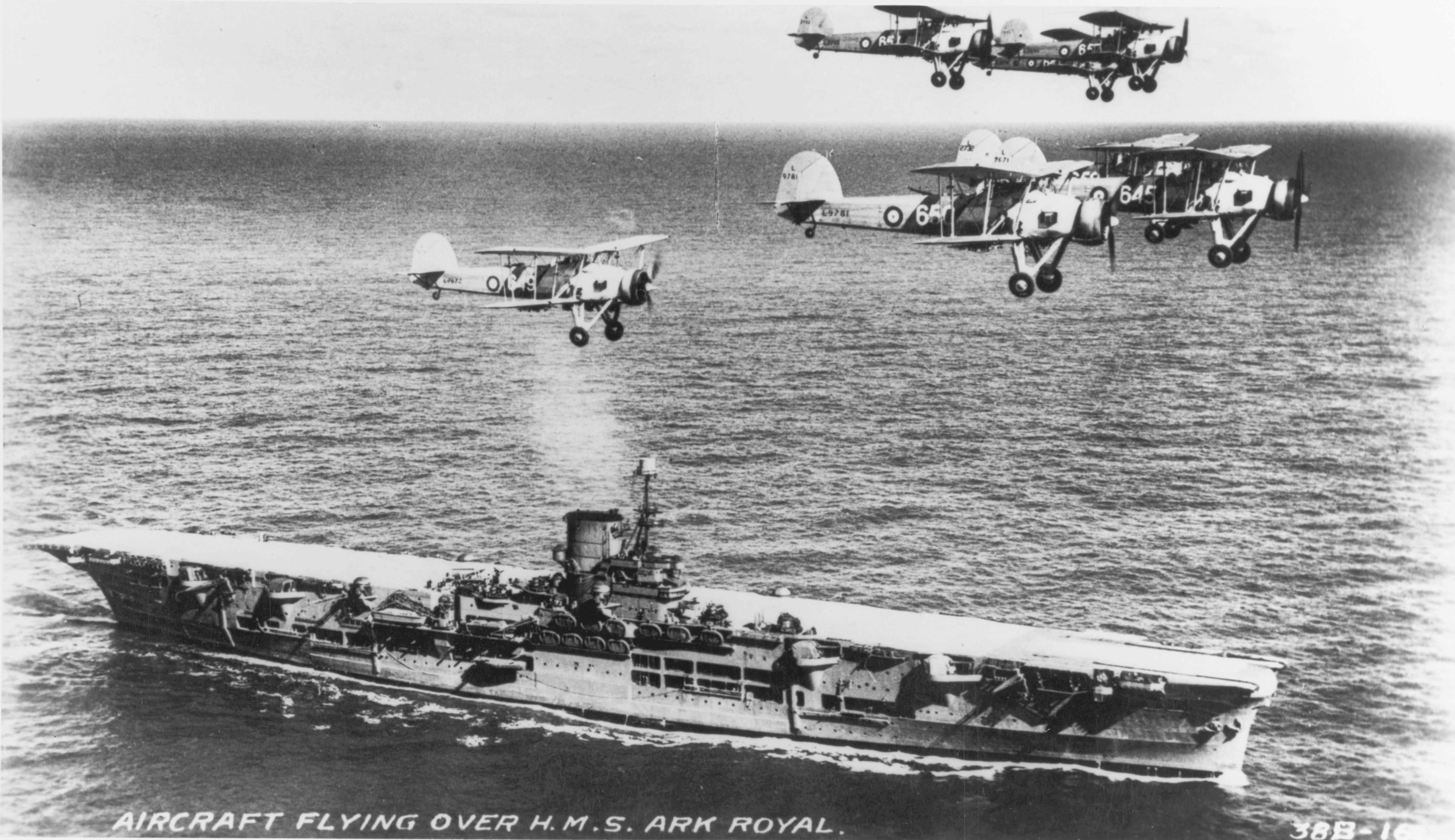
Az HMS Ark Royal brit repülőgép-hordozó 1939-ben, Fairey Swordfish repülőgépekkel.
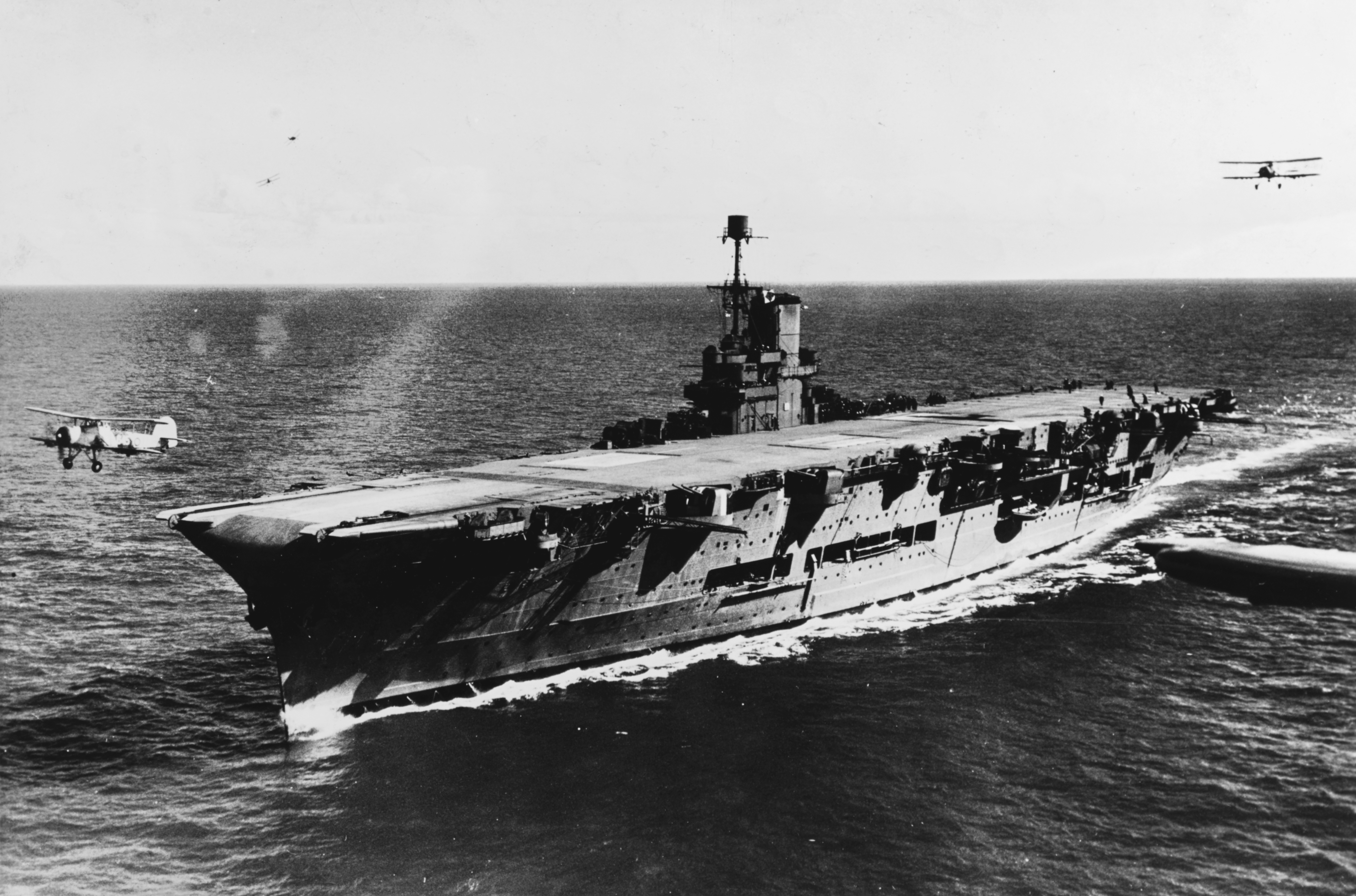
Az HMS Ark Royal brit repülőgép-hordozó Fairey Swordfish repülőgépekkel, a kép 1939-ben készült.
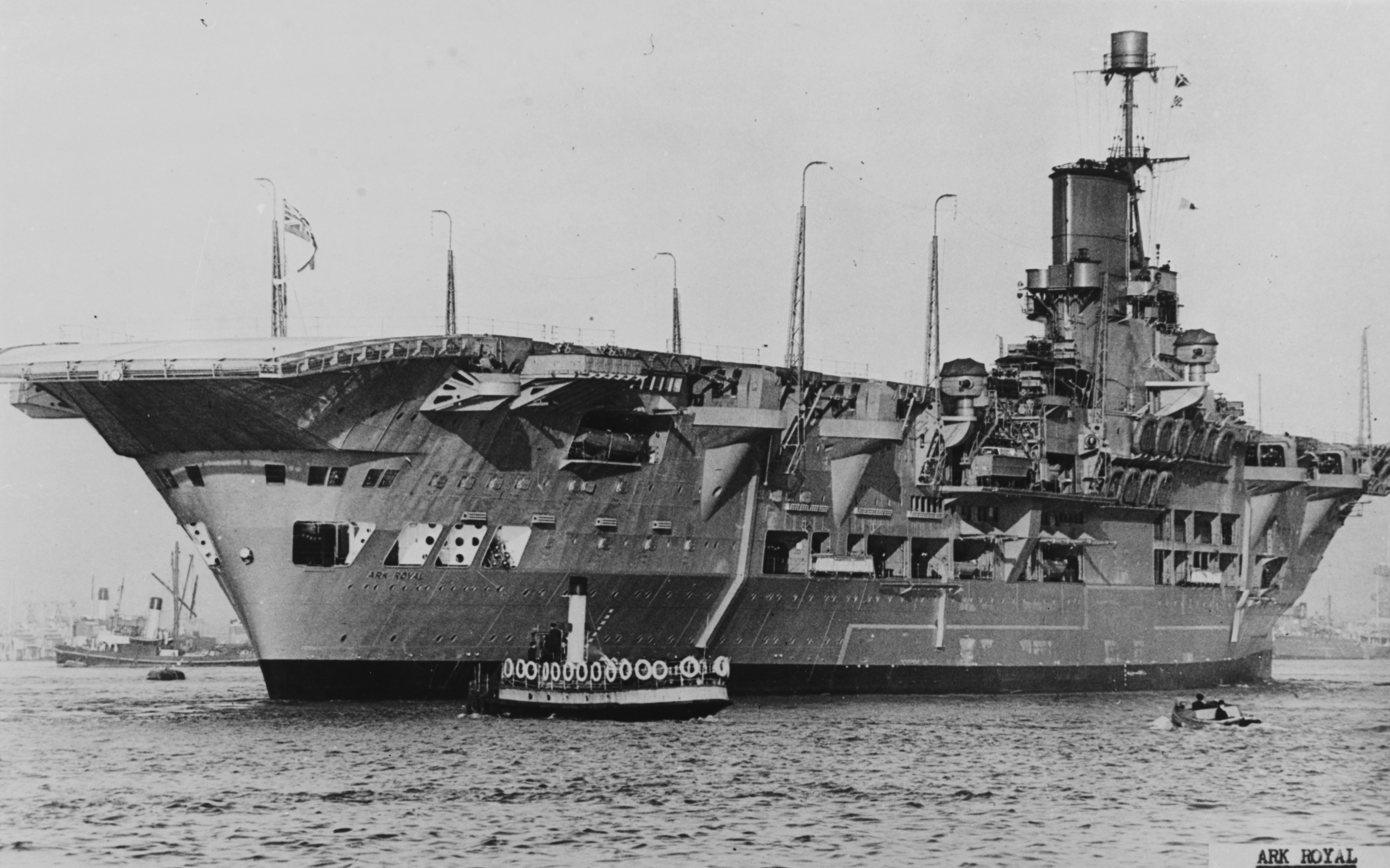
Az HMS Ark Royal brit repülőgép-hordozó a tat felől nézve. A hajó felszálló fedélzete 20 méterrel volt a vízvonal fölött.
Az HMS Ark Royal repülőgép-hordozó olasz légitámadás alatt a Spartivento-foknál vívott csata során.
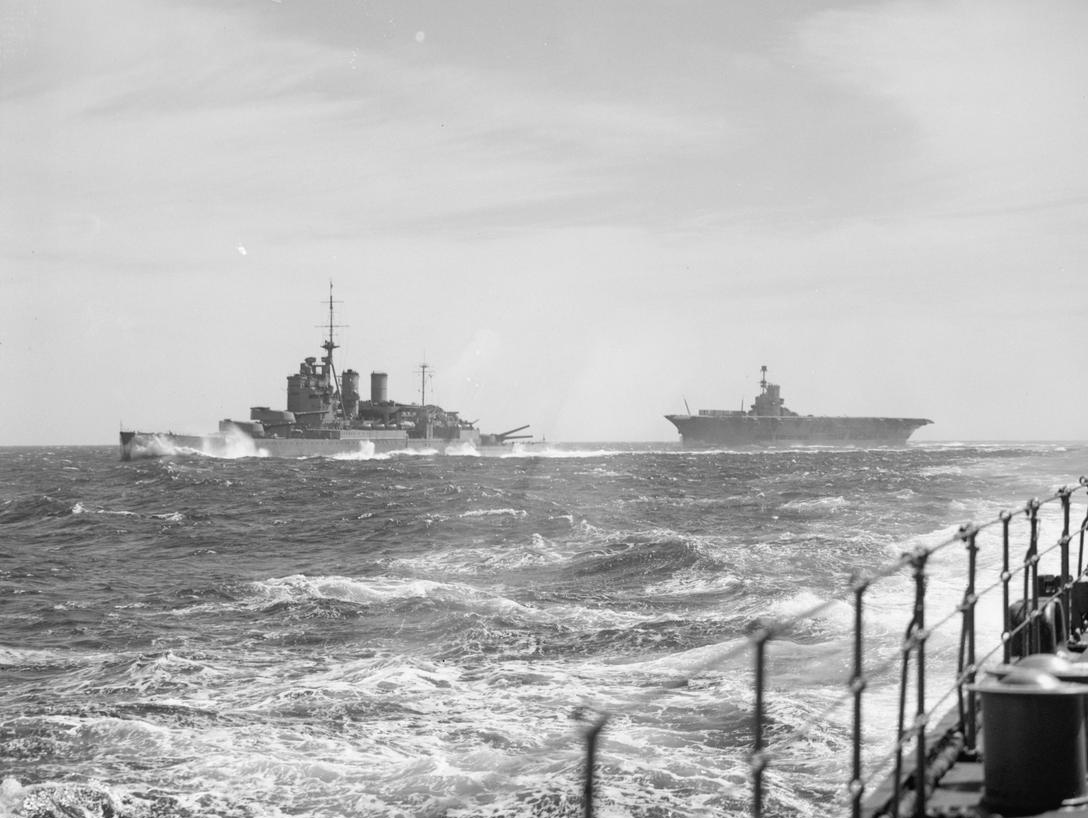
Az HMS Renown brit csatacirkáló az HMS Ark Royal társaságában 1941-ben.
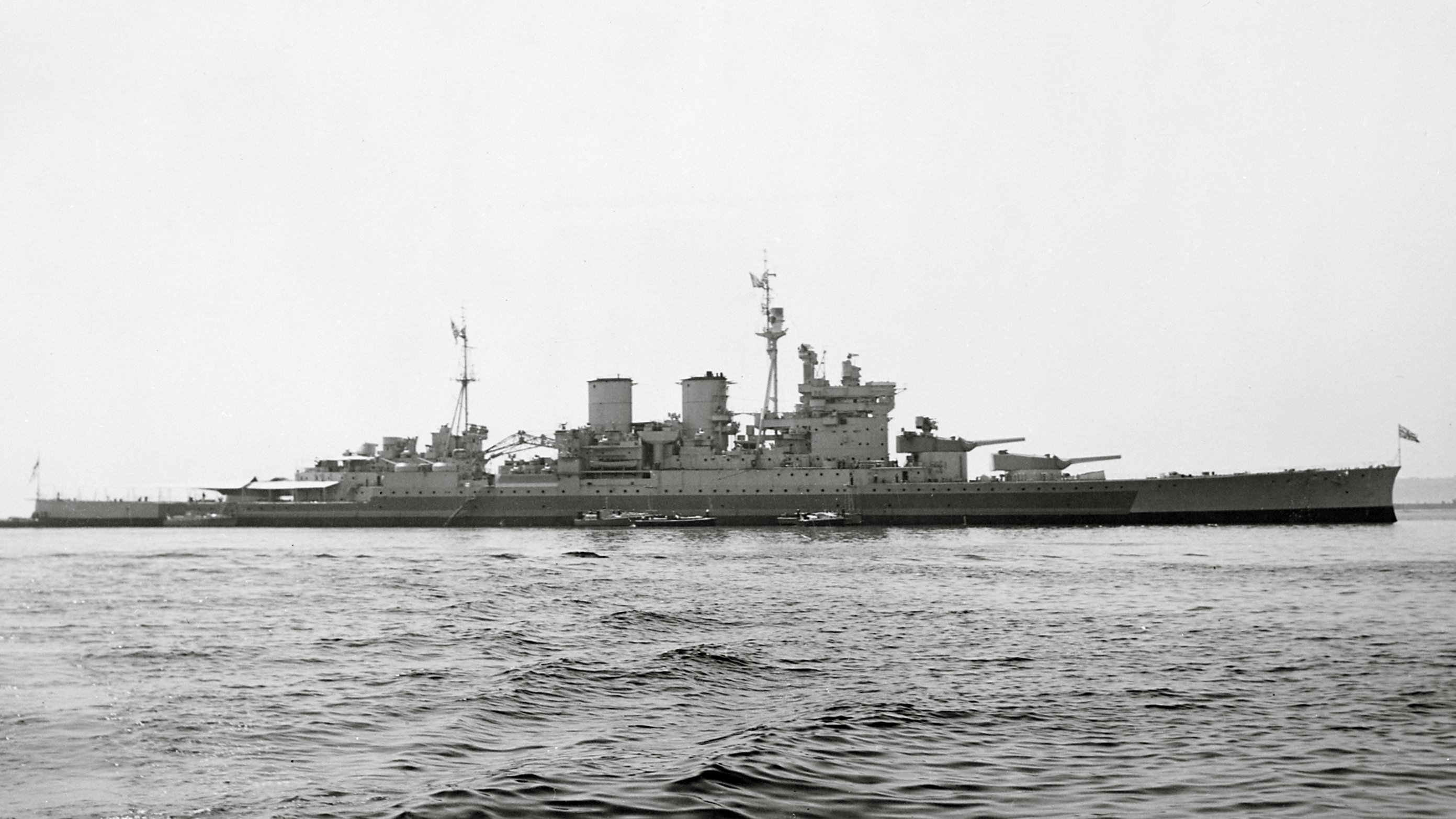
Pályafutása utolsó szakaszában az HMS Ark Royal a képen látható, 36 000 tonnás HMS Renown csatacirkálóval együtt alkotta a gibraltári bázisú brit flottaerők magját.